# 台南鹽田太陽光電場
台南鹽田太陽光電場位於臺灣臺南市七股區與將軍區七股鹽場鹽灘地，由台灣電力公司再生能源處管理營運，總占地面積214公顷，曾是臺灣最大的地面式太陽光電場，目前已被雲林新興發電廠超越。

## 沿革

### 背景

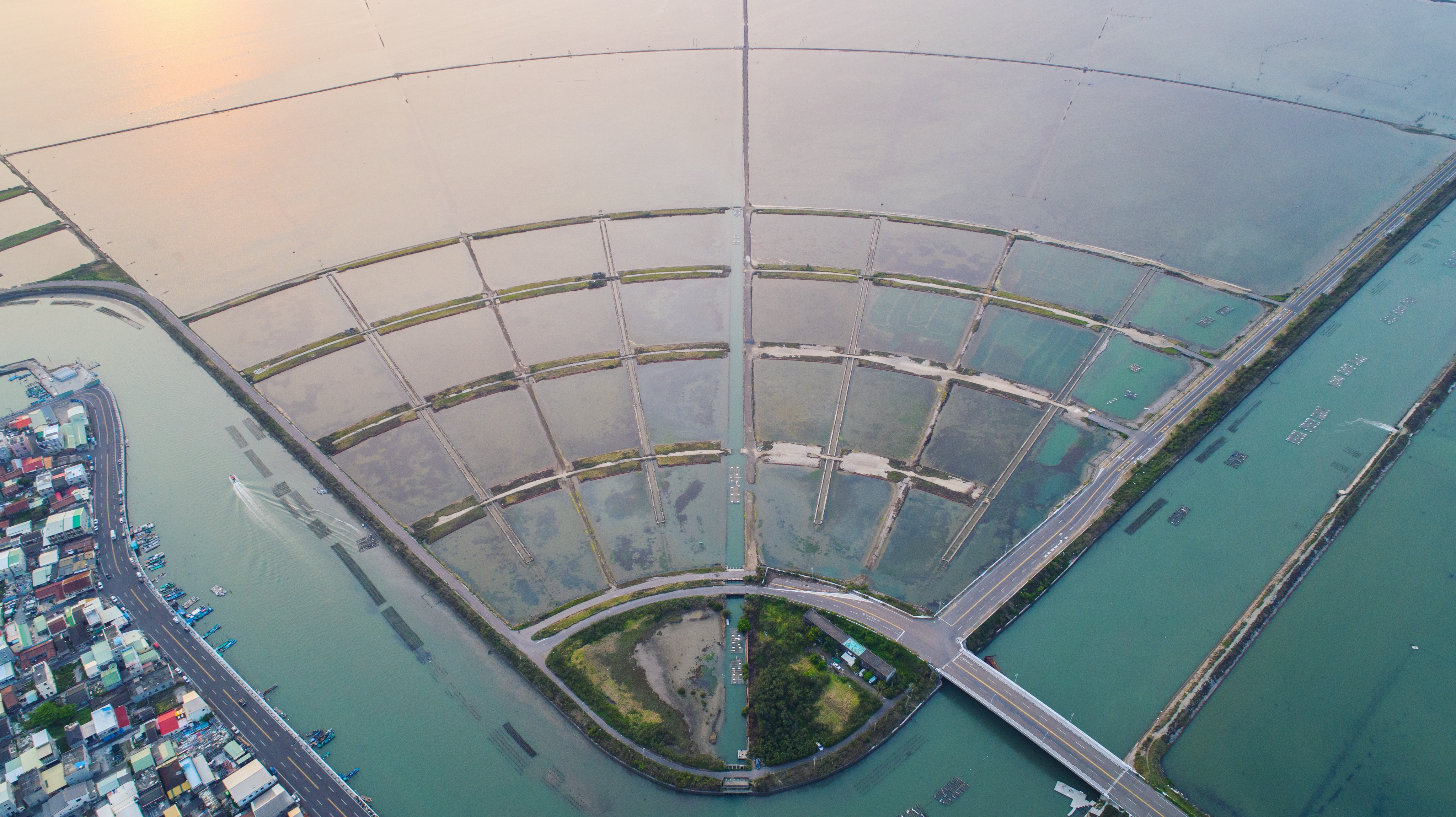
七股鹽場青鯤鯓扇形鹽田

中華民國政府為推動能源轉型，與再生能源佔比提高至20%的目標，針對慣常水力發電、太陽能、風力發電等設下裝置容量目標，其中太陽光電訂下2025年應達20GW的容量，因此台灣電力公司開始積極尋找適合興建太陽光電場之大腹地場域，台電第一座大型太陽光電場為利用原彰工發電廠預定地改為太陽光電場的彰濱太陽光電場，於2019年10月啟用，是當時臺灣最大的地面式太陽光電場。
台電第二座大型太陽光電場選定在臺南市將軍區與七股區交界七股鹽場的閒置鹽田用地，並投資新臺幣96.5億元向財政部承租約214公頃的廢棄鹽田作為太陽光電廠預定地。
在臺南鹽田設置光電場的計畫曾有反對聲浪，因其選上的位址已被指為生態敏感區。由於將軍濕地擁有鹽田文化遺產，也因轉型成濕地，有許多候鳥會過境於此，例如全球瀕危的鳥種諾氏鷸，也連續六年在將軍濕地出現，因此臺南鹽田太陽光電廠在開發時，避開了國家級濕地和候鳥棲息熱區，保持生態的完整性。

### 施工
臺南鹽田太陽光電場由台灣電力公司再生能源處承辦興建，於2019年3月21日公告對外招標，預算金額為7億4千萬元，4月3日開標宣布由星能股份有限公司得標，得標金額7億3千9百9拾9萬元，計畫以214公頃之用地分成A、B、C三區裝設48萬片共150MW的太陽光電板，採用台達電等臺灣十家業者自行研發的光電與電氣設備，以達到「MIT綠能產業鏈」的目標。
2019年4月13日台電通知星能公司進場開工，6月取得建築執照，9月6日實質動工，打設升壓電氣室第一支基樁並於開工後的第450天完成初步20MW太陽光電板架設，並且因鹽田屬於低漥地，故場地除排水系統改善外，也設置4萬支預鑄混凝土基樁，將光電板架高至離地2.1公尺，維持下方鹽田滯洪與排水效果，光電板本身也呼應鹽田的特色，融入扇形鹽田、虱目魚及黑面琵鷺成群飛舞的圖象，並規劃潰縮裝設場域，保留綠帶與及鳥類棲地設置景觀步道與平台，可在完工後作為環境生態教育的綜合場域。2020年4月10日完成161kV短路及遞昇加壓測試，46MW太陽光電板開始初始發電。

### 完工

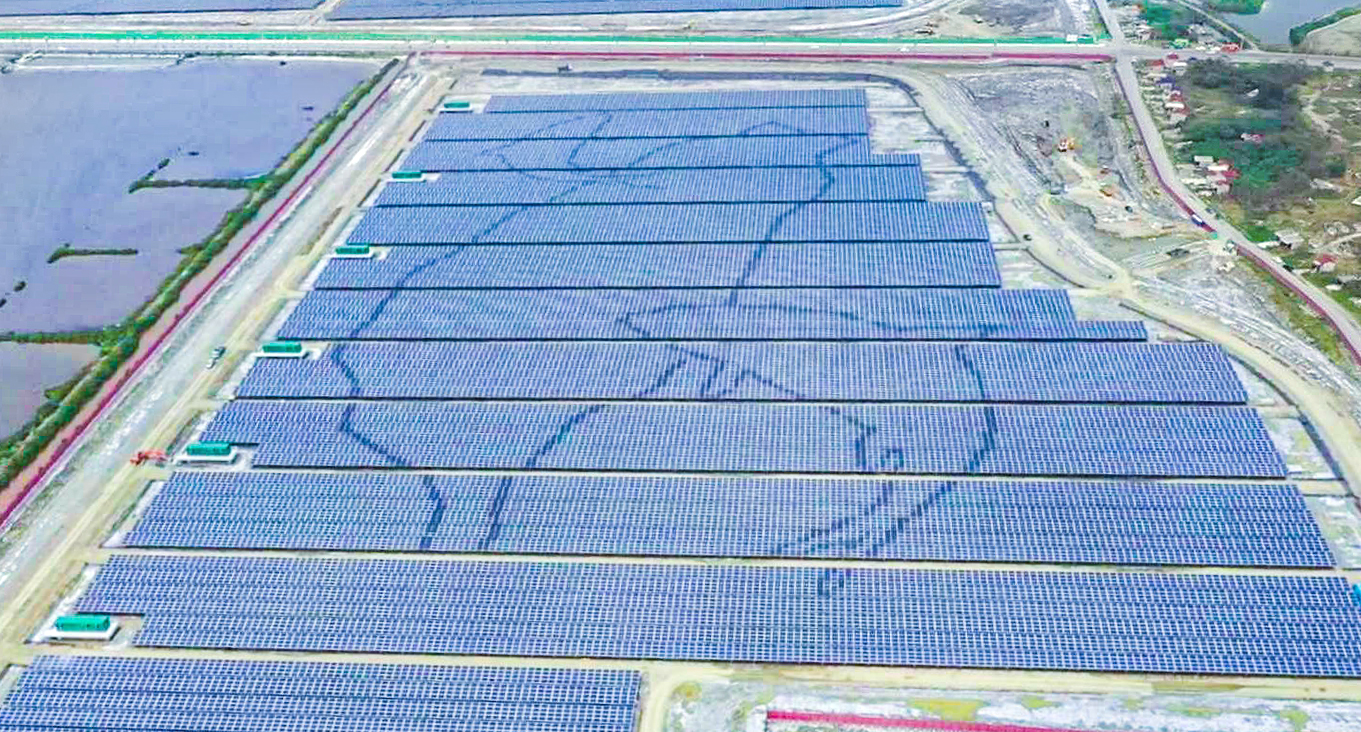
台南鹽田光電場

臺南鹽田太陽光電場於2020年9月14日完成150MW光電板與台電輸電系統併聯作業，開始試運轉，該工程耗時7個月又四天，也創下臺灣地面式太陽光電場施工速度最快的紀錄，打破彰濱太陽光電場耗時8個月又11天完成發第一度電的紀錄。竣工當天下午台電也舉行竣工典禮，邀請時任行政院院長蘇貞昌、時任經濟部部長王美花、時任財政部部長蘇建榮、臺南市市長黃偉哲，以及時任台電董事長楊偉甫等人剪綵啟用。
臺南鹽田太陽光電場竣工後成為截至2021年為止臺灣最大，也是全球第46大的地面式太陽光電場，預估每年發電量約可達2億度電，可供應5.7萬戶家庭一年民生用電，每年亦可減少二氧化碳11.4萬噸排放量。

### 儲能廠
台電於臺南鹽田太陽光電場旁計畫增設一座容量15MWh的儲能系統，竣工後將可於白天儲存太陽光電生產之電力，供應夜晚用電需求。該案由聯合再生能源公司於2021年5月得標，預計耗時一年工期完成儲能廠興建。

## 設備

### 發電機組
| 光電板型號                                    | 太陽能發電類型 | 光電板數量（片） | 裝置容量（MW） | 商轉日期      | 狀態   |
| --------------------------------------------- | -------------- | ---------------- | -------------- | ------------- | ------ |
| 臺灣元晶太陽能科技製 TS60-6M3-310H 太陽光電板 | 地面式太陽光電 | 48萬             | 150MW          | 2020年9月14日 | 商轉中 |